# Tři Sekery
Tři Sekery (en allemand : Dreihacken) est une commune du district de Cheb, dans la région de Karlovy Vary, en République tchèque. Sa population s'élevait à 967 habitants en 2020.

## Géographie
Tři Sekery se trouve à 7 km à l'ouest-sud-ouest de Mariánské Lázně, à 24 km au sud-est de Cheb, à 38 km au sud-ouest de Karlovy Vary et à 132 km à l'ouest de Prague.
La commune est limitée par Stará Voda au nord-ouest et au nord, par Valy au nord, par Velká Hleďsebe, Drmoul et Trstěnice à l'est, par Zadní Chodov et Broumov au sud, et par l'Allemagne à l'ouest.

## Histoire
La première mention écrite de la localité date de 1555.